# Pueblo Unido (Chile)
Pueblo Unido fue una coalición política chilena que agrupó a dos partidos políticos. Fue creada el 2 de diciembre de 2015 con miras a las elecciones municipales de 2016, y regionales, parlamentarias y presidencial que se disputaron en 2017.

## Historia
El 2 de diciembre de 2015, en un acto efectuado en el Teatro Camilo Henríquez, fue oficializada la alianza anticapitalista integrada por el Partido Igualdad y el Frente Popular —brazo electoral del Movimiento Patriótico Manuel Rodríguez—, más movimientos políticos y sociales, en su gran mayoría proveniente del extinto pacto electoral Todos a La Moneda.
En el acto de lanzamiento se descartó cualquier tipo de alianza con la Nueva Mayoría o el Partido Progresista, así como la definición de un candidato único para las elecciones presidenciales a disputarse en 2017. La nueva plataforma manifestó su apoyo a los gobiernos del PSUV en Venezuela, del MAS-IPSP en Bolivia, el de Alianza PAIS en Ecuador, del PCC de Cuba, del FMLN en El Salvador y del FSLN en Nicaragua.[cita requerida]
El pacto fue inscrito oficialmente ante el Servicio Electoral de Chile el 25 de julio de 2016. En el sorteo realizado el 28 de julio obtuvo la letra M, con la cual aparecerá en las papeletas de votación.
El 1 de abril de 2017 la coalición realizó su primer Encuentro Nacional para definir las líneas de acción política de cara a las elecciones que se realizarán dicho año. Ese mismo mes Frente Popular fue disuelto por el Servicio Electoral tras no superar el proceso de refichaje, por lo que la coalición llegó a su fin. Ya en diciembre de 2016 el Partido Igualdad se había retirado del pacto para formar parte del Frente Amplio.

## Organizaciones adherentes
Las agrupaciones que formaron parte de Pueblo Unido fueron:
Partidos políticos
- Partido Igualdad (PI; 2015-2016)
- Frente Popular (FP)

Movimientos políticos y sociales
- Consejo Nacional de Comités Comunistas de Chile (CNCCCC)
- Movimiento de Izquierda Independiente (MII)
- Partido Constituyente (PC)
- Colectivo Norte (CN)
- Nueva Fuerza (NF)
- Los Hijos de Mafalda (LHM)
- Brigada Salvador Allende (BRISA)
- Socialismo Revolucionario (SR)
- Partido de las Libertarias (PL) de Arica
- Movimiento Avanzar

## Resultados electorales

### Elecciones municipales
|  | 0,99 % |

|  | 1,29 % |